# Said Saidow
Said Scherowitsch Saidow (russisch Зайд Шерович Саидов, auch Zayd Saidov, * 20. März 1958) ist ein tadschikischer Unternehmer und Politiker. Nachdem er sich in der politischen Opposition gegen den langjährigen Präsidenten Tadschikistans, Emomalij Rahmon, engagiert hatte, wurde er im Jahr 2013 verhaftet und zu einer langjährigen Haftstrafe verurteilt.

## Karriere

### Politischer und wirtschaftlicher Aufstieg
Saidow wurde am 20. März 1958 geboren und kam mit nur einem Arm zur Welt. Mit der Unabhängigkeit Tadschikistans 1991 im Zuge des Zerfalls der Sowjetunion begann Saidows Karriere in Politik und Wirtschaft im jungen Staat Tadschikistan. Im Tadschikischen Bürgerkrieg unterstützte er die Vereinigte Tadschikische Opposition (VTO) und nahm für diese an den Verhandlungen über einen Friedensvertrag teil, die mit der Unterzeichnung am 27. Juni 1997 in Moskau ein Ende fanden. In den folgenden Jahren entwickelte sich Saidow zu einem Vertrauten des Präsidenten Rahmon und bekleidete bedeutende Ämter. So wurde Saidow 1999 Vorsitzender des Staatskomitees für industrielle Angelegenheiten, einem Vorläufer des Industrieministeriums. Dieses wurde 2002 gegründet und Saidow wurde der erste Industrieminister des Landes. Diesen Posten bekleidete er bis zum Jahr 2007. Parallel zu seiner politischen Karriere stieg Saidow zu einem der bedeutendsten Unternehmer des Landes auf. Nach seiner Absetzung als Innenminister widmete sich Saidow verstärkt seinen wirtschaftlichen Tätigkeiten und baute ein Firmenimperium mit Aktivitäten im Bauwesen, der Textilindustrie, im Schmuckhandel und am Immobilienmarkt auf. Dabei profitierte Saidow auch von seinen guten Beziehungen zur Staatsführung um den zunehmend autoritär regierenden Rahmon. Außerdem war Saidow von 2007 bis 2013 als Vorsitzender der Gesellschaft der Unternehmer und Erzeuger in Tadschikistan tätig.

### Engagement in der Opposition
Am 6. April 2013 äußerte eine Gruppe erfolgreicher Unternehmer, hoher Beamter und Wissenschaftler die Absicht zur Gründung der Partei Neues Tadschikistan unter der Führung von Saidow. Eine solche Parteigründung aus der staatlichen Elite heraus war bis dato einmalig in der Geschichte Tadschikistans und sorgte in Tadschikistan, das von der Unterdrückung der Opposition und der nahezu unangreifbaren Stellung der regierenden Volksdemokratische Partei Tadschikistans und des Präsidenten Rahmon geprägt war, für politische Spannungen. Saidow kündigte an, die Partei wolle keinen eigenen Kandidaten für die Präsidentschaftswahl in Tadschikistan 2013 nominieren, aber bei der Parlamentswahl in Tadschikistan 2015 antreten. Inhaltlich positionierte er die Partei als klare Oppositionspartei gegen den Kurs von Präsident Rahmon mit einem Schwerpunkt auf wirtschaftliche Reformen. Dabei kritisierte Saidow die ineffiziente Reformpolitik der Regierung und die verbreitete Korruption. Der Druck auf die Partei und insbesondere auf ihren Vorsitzenden Saidow nahm daraufhin schnell zu, nach Angaben der Partei erhielt Saidow am 10. Mai eine erste Todesdrohung.

### Verhaftung und Prozess
Am 11. Mai wurde Saidows Haus in Duschanbe von Ermittlern des Innenministeriums durchsucht, während Saidow in seiner Funktion als Vorsitzender des tadschikischen Tischtennisverbands auf einer Dienstreise nach Paris war. Am selben Tag eröffnete die Staatsanwaltschaft ein Verfahren gegen Saidow unter dem Vorwurf der Polygamie. In einem zweiten Verfahren wurden die Umstände beim Bau des Gebäudekomplex Duschanbe Plaza durch ein Unternehmen der Firmengruppe Saidows untersucht. Saidow äußerte sich nach diesen Ereignissen aus Frankreich und beschuldigte tadschikische Behörden, Druck auf ihn ausgeübt zu haben, um die Gründung der Partei Neues Tadschikistan zu verhindern. Nachdem er diese Forderung abgewiesen hatte, seien im Namen des Präsidenten Tadschikistans Todesdrohungen gegen ihn und seine Kinder ausgesprochen worden.
Am 19. Mai kehrte Saidow aus Paris nach Tadschikistan zurück und wurde unmittelbar am Flughafen Duschanbe festgenommen. Kurz darauf eröffnete die Antikorruptionsbehörde Tadschikistans ein weiteres Verfahren gegen Saidow, das ihn mehreren Fällen von Wirtschaftskriminalität in seiner Zeit als Industrieminister beschuldigte. Am 20. Mai hob der Stadtrat von Duschanbe, dessen Mitglied Saidow bis dato gewesen war, die politische Immunität Saidows offiziell auf, nachdem dieser zuvor bereits 41 Stunden unrechtmäßig von der Antikorruptionsbehörde festgehalten worden war. Am 21. Mai wurde Saidow in Untersuchungshaft genommen, die Vorwürfe gegen ihn lauteten Polygamie, Freiheitsentziehung, Vergewaltigung, Betrug und Bestechung. Saidow wurde dabei unter anderem vorgeworfen, eine minderjährige Frau vergewaltigt zu haben und mit vier Frauen zusammenzuleben. Der Angeklagte stritt die Vorwürfe gegen ihn ab. Parallel zu dem Prozess gegen Saidow wurde in den staatlichen Medien eine Kampagne gegen den Angeklagten inszeniert, die diesen als Straftäter darstellte. Zudem wurden Demonstrationen von Anhängern Saidows, die das Verfahren als politisch motiviert bezeichneten, verboten. Der Prozess gegen Saidow fand unter Ausschluss der Öffentlichkeit vor dem Obersten Gerichtshof Tadschikistans statt, sodass die Berichterstattung in unabhängigen Medien stark eingeschränkt war. Einer der Anwälte Saidows prangerte nach dem Prozess zahlreiche Verfahrensfehler an und bilanzierte, dass Saidow keine juristische Verteidigung ermöglicht wurde. Die Anwälte, die Saidow verteidigten, wurden im Laufe des Prozesses ebenfalls erheblich unter Druck gesetzt. Einer der Verteidiger wurde kurz vor Prozessbeginn wegen angeblich ausstehender Kreditforderungen einer Bank gegen ihn für acht Monate inhaftiert.
Am 25. Dezember 2013 wurde Saidow in allen Anklagepunkten schuldig gesprochen und zu 26 Jahren Haft verurteilt. Die Verurteilung ohne tragfähige Beweise wurde von Unterstützern Saidows als Beleg für den politischen Hintergrund des Prozesses und die mangelnde Unabhängigkeit der Justiz in Tadschikistan gewertet. Neben dem politischen Hintergrund des Prozesses wurden auch wirtschaftliche Beweggründe für das harte Vorgehen gegen Saidow verantwortlich gemacht. Der tadschikische Politikwissenschaftler Parviz Mullojonov sah in Saidow primär einen Unternehmer, dessen Eigentum nach der Verurteilung vom Staat konfisziert werden konnte, jedoch keine ernstzunehmende politische Bedrohung für Präsident Rahmon. Der Prozess gegen Saidow wurde von Menschenrechtsorganisationen wie Human Rights Watch verfolgt. Human Rights Watch verurteilte den Prozess als einen Schlag für die Meinungsfreiheit und forderte die tadschikische Regierung auf, die Bedrohung und Unterdrückung der Opposition im Land einzustellen. Die Verurteilung Saidows wurde auch bei 122. Sitzung des UN-Menschenrechtsausschusses thematisiert. Basierend auf einem Bericht von Khairullo Saidow, dem Sohn Said Saidows, verurteilte der Ausschuss die Verhaftung Saidows und forderte dessen Freilassung.

### Nach der Verurteilung
Die juristische und politische Aufarbeitung des Falles Saidow endete nicht mit der Verurteilung des Politikers und Unternehmers, sondern beschäftigte tadschikische Gerichte und politische Beobachter weiterhin. Die tadschikische Justiz ging weiterhin hart gegen Saidow und dessen Unterstützer vor, so wurde Saidows Eigentum konfisziert, darunter zahlreiche Immobilien. Am 13. Januar 2015 wurde zudem Shukhrat Kudratov, einer der Anwälte Saidows bei dessen Prozess und Oppositionspolitiker, zu einer neunjährigen Haftstrafe verurteilt. Kudratov hatte nach dem Prozess auf die zahlreichen Unregelmäßigkeiten und die Drohungen gegen Unterstützer Saidows aufmerksam gemacht. Vor seiner Verhaftung richtete Kudratov einen öffentlichen Appell an Nichtregierungsorganisationen, Medien und die diplomatischen Vertretungen in Tadschikistan, in dem er auf die Vorgänge rund um die Verurteilung Saidows aufmerksam machte. Nach der Verhaftung eines weiteren Anwalts Saidows forderte der Internationale Gerichtshof die tadschikische Regierung auf, die Unabhängigkeit der Justiz und die Sicherheit einzelner Anwälte zu gewährleisten. Nichtregierungsorganisationen bezeichneten die Prozesse als politisch motiviert. Trotz dieser Kritik wurde Saidows Haftstrafe nach der Verurteilung von Kudratov um drei weitere Jahre verlängert, sodass sich diese insgesamt auf 29 Jahre belief.